# El Ouldja (Relizane)
Pour les articles homonymes, voir El Ouldja.
El Ouldja est une commune de la wilaya de Relizane en Algérie.